# Caroline Vis
Caroline Vis (Vlaardingen, 4 marzo 1970) è un'ex tennista olandese.

## Carriera
Ha fatto il suo esordio tra le professioniste nel 1989 ma per tutta la carriera si concentrerà principalmente nel doppio.
Ha raggiunto la sua unica finale in un torneo dello Slam al Roland Garros 1991 insieme al connazionale Paul Haarhuis: i due sono stati sconfitti dalla coppia ceca Helena Suková-Cyril Suk.
Nel circuito WTA ha vinto nove titoli, quattro con Yayuk Basuki.
In Fed Cup ha giocato dodici match con la squadra olandese vincendone sei.

## Statistiche

### Doppio

#### Vittorie (9)
| Legenda: Prima del 2009 | Legenda: Dal 2009     |
| ----------------------- | --------------------- |
| Grande Slam (0)         |                       |
| Ori Olimpici (0)        |                       |
| WTA Championships (0)   |                       |
| Tier I (1)              | Premier Mandatory (0) |
| Tier II (4)             | Premier 5 (0)         |
| Tier III (2)            | Premier (0)           |
| Tier IV & V (2)         | International (0)     |

| No. | Data              | Torneo                                       | Superficie    | Compagna           | Avversarie in finale              | Punteggio     |
| 1.  | 4 maggio 1992     | Belgian Open, Waregem                        | Terra rossa   | Manon Bollegraf    | Elena Brjuchovec Petra Langrová   | 6–4, 6–3      |
| 2.  | 18 ottobre 1993   | Budapest Grand Prix Indoor 1993, Budapest    | Sintetico (i) | Inés Gorrochategui | Sandra Cecchini Patricia Tarabini | 6–1, 6–3      |
| 3.  | 4 agosto 1997     | East West Bank Classic, Los Angeles          | Cemento       | Yayuk Basuki       | Larisa Neiland Helena Suková      | 7–6(7), 6–3   |
| 4.  | 11 agosto 1997    | Canada Masters, Toronto                      | Cemento       | Yayuk Basuki       | Nicole Arendt Manon Bollegraf     | 3–6, 7–5, 6–4 |
| 5.  | 22 febbraio 1999  | Open Gaz de France, Parigi                   | Sintetico (i) | Irina Spîrlea      | Elena Lichovceva Ai Sugiyama      | 7–5, 3–6, 6–3 |
| 6.  | 20 settembre 1999 | Fortis Championships Luxembourg, Lussemburgo | Sintetico (i) | Irina Spîrlea      | Tina Križan Katarina Srebotnik    | 6–1, 6–2      |
| 7.  | 25 ottobre 1999   | Generali Ladies Linz, Linz                   | Sintetico (i) | Irina Spîrlea      | Tina Križan Larisa Neiland        | 6–4, 6–3      |
| 8.  | 13 novembre 2000  | Pattaya Women's Open, Pattaya                | Cemento       | Yayuk Basuki       | Tina Križan Katarina Srebotnik    | 6–3, 6–3      |
| 9.  | 12 febbraio 2001  | Dubai Tennis Championships, Dubai            | Cemento       | Yayuk Basuki       | Åsa Svensson Karina Habšudová     | 6–0, 4–6, 6–2 |